# Gỗ sống
Gỗ sống là các loại gỗ vừa mới đốn hạ từ cây và chưa trải qua quá trình phơi khô để làm bay hơi hết toàn bộ nước tích chứa trong nó. Thuật ngữ này thường được dùng trong các trường hợp miêu tả độ ẩm tương đối của các loại gỗ như gỗ xẻ hay củi.
Như vậy, có thể kết luận là, so với gỗ đã phơi khô, gỗ sống có độ ẩm cao hơn rất nhiều vì nó chưa trải qua quá trình phơi khô suốt thời gian dài hoặc quá trình sấy khô trong các lò nung. Cụ thể, độ ẩm của gỗ sống được cho là 100% so với gỗ khô là 20%. Các đồ thị BTU đối với nhiên liệu có nguồn gốc từ gỗ thường lấy kết quả độ ẩm sau quá trình phơi khô ngoài trời làm thang đo, vì vậy gỗ sấy khô trong lò nung hay có độ ẩm bằng không thì có thể có giá trị 103,4% BTU, vượt quá giá trị trung bình.
Cũng vì chứa nhiều nước, khi đun nấu bằng gỗ sống, một phần nhiệt lượng tỏa ra sẽ bị tiêu hao cho việc bốc thoát hơi nước trong gỗ, vì vậy nhiệt lượng trên một đơn vị khối lượng (tấn) hay thể tích (thường là cord) gỗ sống sản sinh ra sẽ thấp hơn so với gỗ khô và nhiệt độ do ngọn lửa tạo ra cũng sẽ thấp hơn. Nhiệt độ thấp này có thể dẫn tới sự hình thành của creosote bám trên các ống khói xả khí thải. Việc này làm tăng nguy cơ cháy nổ vì khi nhiệt độ và nồng độ ôxi ở ống khói đủ cao, gây ra hiện tượng cháy ống khói.
Gỗ xẻ "sống" cũng có các đặc tính riêng của nó. Một số gỗ xẻ được ưa chuộng hơn trong lúc còn "sống" vì nó không bị chia hay nứt ra khi đóng đinh. Một số gỗ khác co rút rất nhanh trong quá trình phơi khô khiến các thớ gỗ bị nứt ra. Một số loại gỗ (thường là gỗ dùng để chế tác nội thất hay các đồ tinh xảo) thì được sấy trong các lò nung để ổn định trạng thái, tính chất và tránh cho sản phẩm sau này bị co rút theo thời gian.